# جون رالي
جون رالي (بالإنجليزية: John Raleigh)‏ هو لاعب كرة قاعدة أمريكي، ولد في 21 أبريل 1887 في إلكورن في الولايات المتحدة، وتوفي في 24 أغسطس 1955 في إسكونديدو في الولايات المتحدة.